# 万泉公园
万泉公园，前身为也园、万泉园、沈阳市动物园，别称小河沿公园，是位于中华人民共和国辽宁省沈阳市的公园。其历史始于1906年，是沈阳最早的公园。

## 历史

### 小河沿
清末奉天城的内外郭之间有一条沈水的支流穿城而过，并为护城河供水，古称小沈水。因为上流河水时常因河泥淤积导致部分河段下陷成为地下河然后再涌出若干泉眼重返地面，所以其中下游河段也称万泉河。万泉河接近奉天内城的部分（今大东区东边城街和沈河区南关路之间的河段）被称为“小河沿”，位于旧城东南角外不远，当时是避暑、游览、垂钓胜地:376。

### 公园早期

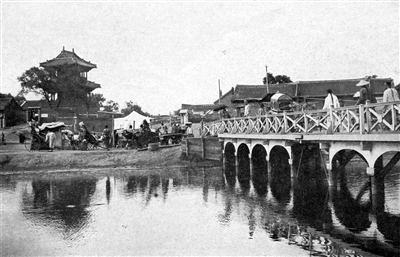
约1910年的小河沿，图中左侧为魁星楼，文革期间被拆除

1906年，沈姓绅士出资在小河沿疏通河道，修建舞台戏棚和亭台水榭，建成了奉天第一座公园。1907年，公园归直隶人天水氏经营，又增加了一些观赏用动物。当时有两家公司运营该园：大豫公司管理建筑，地皮公司负责租赁:236。此时期公园向公众开放，包括商业设施、娱乐设施和园林，但主要仍以租赁盈利等为目的，并无近代公园式规划。:377:13

### 也园

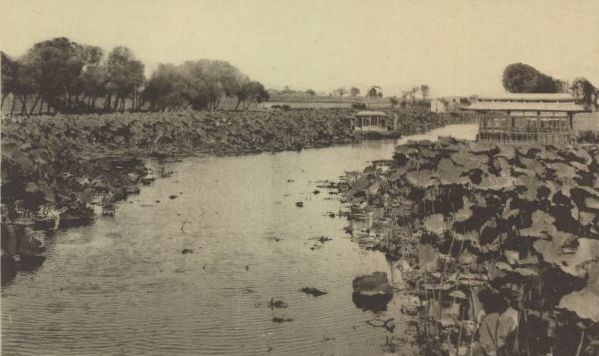
1924年前后的也园

1913年，公园归东三省官银号经营，设有专员管理。东三省官银号做了公园式的规划，将沿河和戏棚、商贩移动至园内别处，种植花木、整修道路、设置长椅，设置植物园，改善园内环境。1918年，小河沿的公园被命名为“也园”。:236
1922年，东三省官银号又将所经营的菜园、花圃、鱼池、球场并入万泉园；开凿人工河使得园内形成环形水域，并修建跨河桥梁。每年万泉园荷花盛开时都会举行盂兰灯会。:377

### 万泉园

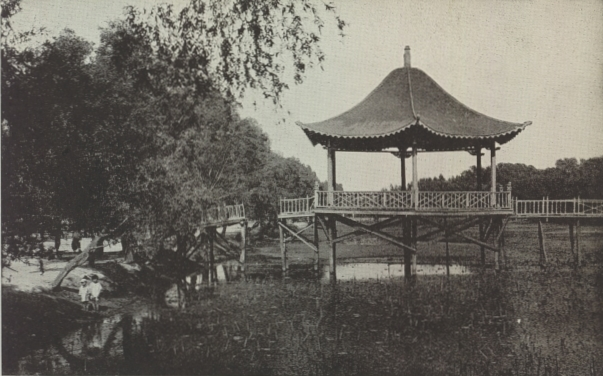
满洲国时期明信片上的万泉公园

1932年，也园被改名为万泉园；1936年，依照满洲国奉天市的《奉天都邑计划》，万泉园改名为万泉公园，这是“公园”一词首次出现在其名称中:236，但满洲国时代“小河沿”仍然是此地公园的代名词:60。

### 万泉公园
在中华人民共和国建立后，为解决积水发臭且滋养蚊虫的问题，沈阳市于1952年开始整治万泉河，用一系列的河道工程将万泉河改造成了现今的南运河，并将其上游与北面一条浑河古河道形成的水渠（被改造为北运河，后更名新开河）连通。万泉园作为当年泉水溢出的地段，被正式命名为万泉公园。

### 沈阳市动物园
1973年，沈阳市政府将万泉公园改建为动物园。
1985年时，有动物90余种，1,300余只。:495

## 小河沿水源地
奉天最早的上水设施始于1912年，日本人开始为奉天满铁附属地修建了上水道，在千代田公园（今中山公园）开凿水源井，并在公园前的广场（西北侧，今中山公园西门前）设立了水塔。同一时期，中国人所居住的地区并不具备上水设施，相较之下卫生状况较差。:18,19
奉天市政公所自1923年起即立案准备修建上水设施，但因为直奉战争影响而经费不足等原因，直至1930年才开始建设，小河沿水质优良，与八王寺并列为水源地。工程建设进展缓慢。1931年，九·一八事变爆发，日本关东军占领东北，中华民国奉天市的上水设施建设因而结束。:26,27

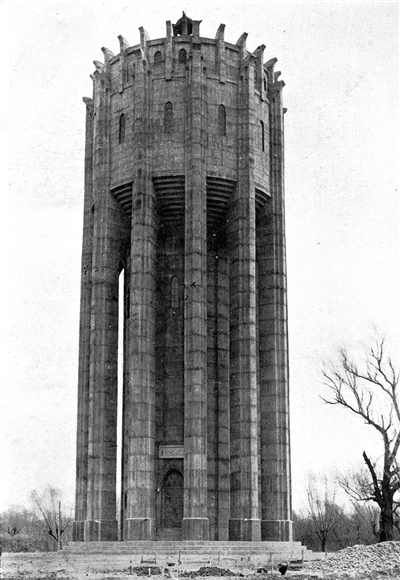
1936年的万泉水塔

满洲国时代，奉天市政公署在1933年成立了自来水筹备处，1934年4月起，在小河沿开工修建万泉水源地，占地10560平方米，掘水源井4座，水塔1座，1935年8月竣工，1936年6月通水，为城内大小南街和商埠地供水。万泉水塔一直使用至1965年，至今现存于万泉公园。